# Okresní hospodářská záložna (Hradec Králové)
Okresní hospodářská záložna je funkcionalistická budova z let 1932–33 vybudovaná podle architektonického návrhu Jana Rejchla. Společně s budovou Národní banky československé tvoří celou východní frontu náměstí Osvoboditelů v Hradci Králové.

## Historie
Zakázku na projekt Okresní hospodářské záložny získal architekt Jan Rejchl v roce 1932. Stavba samotná pak probíhala v letech 1932–33 a prováděla ji stavební společnost architektova bratra Václava Rejchla ml. Po roce 1948 byly přízemní prostory, tj. původní hala záložny a její úřadovny, adaptovány na zubní středisko. V roce 1990 byla budova prohlášena kulturní památkou.

## Architektura
Na budově Okresní hospodářské záložny začal Jan Rejchl pracovat o několik let později než na budově Národní banky československé, a přestože se snažil vytvořit z obou budov jednotný celek, do nového návrhu se jeho tvůrčí posun jednoznačně promítl. Novější budova, tj. Okresní hospodářská záložna, se již neprezentuje tradičními znaky klasické architektury (pilastry, lizény, tj. vertikální prvky), soustředí se na prvky horizonální (balkony, vodorovné mříže v přízemních oknech). Vstup a balkony jsou umístěny asymetricky, což je rovněž rozdíl oproti zcela symetrickému monumentálnímu průčelí sousední banky. Podobnost pak představuje kamenem obložený sokl, v případě záložny se nicméně jedná pouze o kámen umělý. Zajímavé také je, že fasáda záložny ustupuje v uliční čáře oproti bance asi o 1 metr dozadu.
Budova stojící na obdélníkovém půdorysu je třípatrová, s rovnou střechou. Fasáda je tvořena režnými cihlami, které jsou v pásech usazeny horizontálně či vertikálně. Okna jsou trojdílná. Hlavní fasáda je orientována do náměstí, boční fasáda do ulice Ludovíta Štúra. V této severní fasádě je umístěn nápadný schodišťový rizalit s dlouhým oknem přes celou výšku budovy. Na hlavní fasádě je umístěn velký měděný státní znak – český lev. Celá budova je završena plnou kovovou atikou.
V přízemí objektu byla situována hala s přepážkami a úřadovny, v patrech pak byty pro zaměstnance záložny.